# Sudoeste de Washington, D.C.

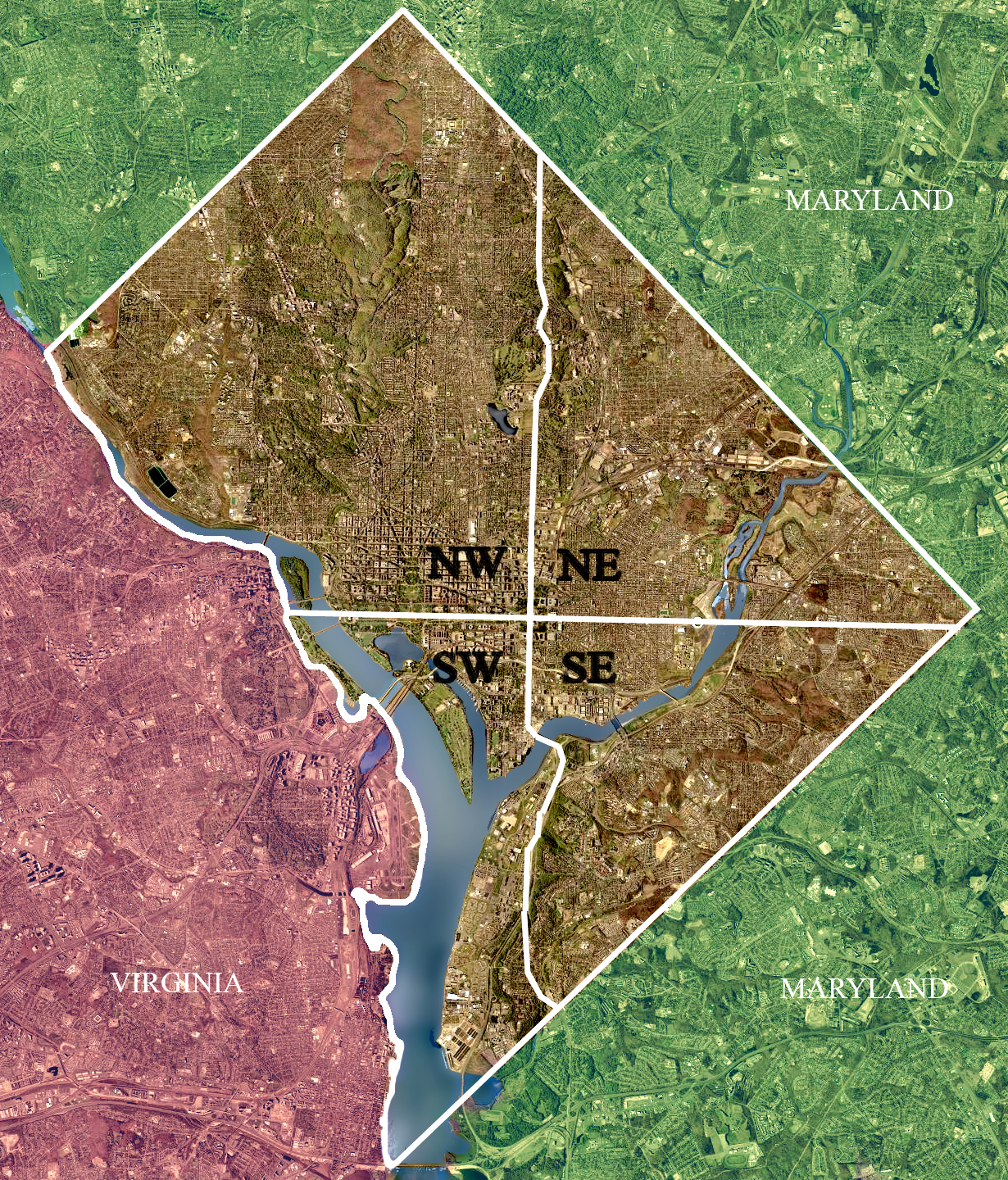
Imagem de satélite do USGS de abril de 2002. As linhas negras indicam as ruas que dividem Washington em quatro diferentes quadrantes, todas partindo do Capitólio de Washington.

O Sudoeste (em inglês:  Southwest, também escrito como SW ou S.W.) é o menor dos quatro quadrantes de Washington, D.C., e está localizado ao sul do National Mall e a oeste da South Capitol Street. A região é tão pequena que frequentemente é referenciada como sendo um bairro, porém possui cinco diferentes bairros.

## Geografia
- O Southwest Federal Center, também chamado de Southwest Employment District, é o bairro entre o National Mall e o sul da via expressa Interstate 395.

- O Southwest Waterfront, também chamado de Near Southwest, fica entre a I-395 e o Forte Lesley J. McNair.

- Buzzard Point, um grande bairro industrial não desenvolvido está entre a South Capitol Street e o Forte McNair.

- A área ao sul do Rio Anacostia contem o Bolling Air Force Base, junto com o Distrito Naval de Washington e o Laboratório de Pesquisa Naval.

- O bairro Bellevue ocupa toda a área sul entre a South Capitol Street (à leste) e o Rio Anacostia e Potomac (ao oeste e norte).